# Germana Calderini
Germana Calderini (* 1. Januar 1932 in Lecco, Lombardei) ist eine italienische Schauspielerin und Synchronsprecherin. 

## Leben
Bereits als Jugendliche wurde sie für den Film entdeckt und nach einigen kleinen Auftritten wurde sie eine vielverlangte Synchronsprecherin; in Italien ist sie heute noch als Stimme von Elizabeth Taylor bekannt. Beim Zeichentrickfilm Die Rose von Bagdad (1949) sprach sie die Heldin Prinzessin Zeila.

## Filmografie
als Synchronsprecherin
- 1936: Bonita Granville in Il giardino di Allah
- 1939: Irene Dare in Follie sul ghiaccio
- 1939: Virginia Weidler in Donne
- 1940: Julia Faye in Giubbe rosse
- 1942: Clare Sandars in La signora Miniver
- 1943: Elizabeth Taylor in Torna a casa
- 1944: Elizabeth Taylor in Gran Premio
- 1946: Jean Gale in La vita è meravigliosa
- 1946: Bill Ward in A ciascuno il suo destino
- 1947: Elizabeth Taylor in Vita col padre
- 1947: Wanda Hendrix in Mit Gesang geht alles besser
- 1947: Natalie Wood in Il fantasma e la Signora Muir
- 1947: Dean Stockwell in Barriera invisibile
- 1949: Elizabeth Taylor in: Piccole donne
- 1950: Elizabeth Taylor in Il padre della sposa
- 1951: Mona Freeman in La mia donna è un angelo
- 1952: Anna Pierangeli in I lupi mannari
- 1953: Elizabeth Taylor in Vita inquieta
- 1954: Elizabeth Taylor in le bianche scogliere di Dover
- 1954: Elizabeth Taylor in L'ultima volta che vidi Parigi
- 1956: Anna Maria Pierangeli in Lassù qualcuno mi ama
- 1962: Sue Lyon in Lolita